# 烏渓
烏渓（う-けい、大肚渓（だいと-けい）とも）は、台湾中部を流れる河川。台湾では6番目に長く、第4位の流域面積を誇る。中央山脈に源を発し、西に流れ、台中市と彰化県の境界から台湾海峡に注ぐ。

## 支流
- 大里渓（中国語版）
  - 筏子渓（中国語版）
  - 旧旱渓（中国語版）
    - 楓樹腳渓（中国語版）
    - 柳川（中国語版）
      - 梅川（中国語版）

    - 緑川

  - 草湖渓（中国語版）
  - 頭汴坑渓（中国語版）
  - 旱渓（中国語版）
  - 廍子渓（中国語版）
  - 大坑渓（中国語版）
- 猫羅渓（中国語版）
- 南港渓（中国語版）
- 北港渓（中国語版）